# Tore Reginiussen
Tore Reginiussen (* 10. April 1986 in Alta) ist ein ehemaliger norwegischer Fußballspieler. Seine bevorzugte Position war die Innenverteidigung.

## Karriere

### Verein
Der ältere Bruder von Mads Reginiussen begann seine Karriere bei Alta IF, wo er ab 2003 zum Profikader gehörte. Nachdem Alta IF in der Saison 2005 aus der Adeccoliga (2. Liga) abgestiegen war, wechselte Reginiussen in die 1. Liga (Tippeligaen) zu Tromsø IL. Mit Tromsø wurde er in der Saison 2008 Dritter in der norwegischen Meisterschaft und schaffte die Qualifikation zur UEFA Europa League 2009/10.
Ab der Rückrunde der Bundesligasaison 2009/10 spielte Reginiussen für den FC Schalke 04, wo er einen Vertrag bis 2013 unterschrieb. Am 30. Januar 2010 bestritt er als Einwechselspieler in einer Partie gegen die TSG 1899 Hoffenheim sein erstes Spiel für Schalke, was auch sein einziges bleiben sollte. Zur Saison 2010/11 wurde er an den italienischen Erstliga-Aufsteiger US Lecce verliehen, kehrte jedoch am 19. Januar 2011 kurzfristig zum FC Schalke 04 zurück, nachdem er in Italien nur in der Reserve zum Einsatz kam.
Im März 2011 wurde Tore Reginiussen für zunächst drei Monate an den norwegischen Verein Tromsø IL verliehen. Nachdem sein Leihvertrag bei Tromsø IL ausgelaufen war, verkaufte Schalke 04 den Norweger an Odense BK, wo er am 13. Juni 2011 einen Dreijahresvertrag unterschrieb.
2012 wechselte er für 1,1 Mio. Euro zu Rosenborg Trondheim. Dort gewann er in neun Spielzeiten viermal die Meisterschaft, wurde dreimal Pokalsieger und holte zweimal den Superpokal. Insgesamt absolvierte er in dieser Zeit 271 Pflichtspiele und erzielte dabei 28 Tore.
Am 25. Januar 2021 gab Zweitligist FC St. Pauli die Verpflichtung von Reginiussen bis zum Saisonende bekannt. Er kam auf 10 Einsätze und beendete seine Karriere mit einigen Spielen für seinen ersten Profiverein Alta IF.

### Nationalmannschaft
2005 absolvierte er ein Spiel für Norwegen bei der U-19-Europameisterschaft in Nordirland. Zwischen 2006 und 2008 absolvierte Reginiussen neun Spiele für die U21-Nationalmannschaft und erzielte dabei einen Treffer. Am 26. März 2008 debütierte Reginiussen in der norwegischen A-Nationalmannschaft, als er beim Spiel gegen Montenegro in der Startaufstellung stand. Sein erstes Tor schoss er am 20. August 2008 in der Partie gegen Irland. Insgesamt spielte er bis 2020 einunddreißig Mal für sein Heimatland.

## Erfolge
- Norwegischer Meister: 2015, 2016, 2017, 2018
- Norwegischer Pokalsieger: 2015, 2016, 2018
- Norwegischer Superpokalsieger: 2017, 2018